# Krum Gueorguiev
|  | No s'ha de confondre amb Kiril Gueorguiev. |

Krum Gueorguiev (búlgar: Крум Иванов Георгиев)  (Pàzardjik, 24 de maig de 1958 - Sofia, 31 de juliol de 2024) va ser un jugador d'escacs búlgar. Va obtenir el títol de Mestre Internacional el 1977, i tenia el títol de Gran Mestre des de 1988.

## Biografia
A la llista d'Elo de la FIDE de l'abril de 2023, hi tenia un Elo de 2.306 punts, cosa que en feia el jugador número 37 (en actiu) de Bulgària. El seu màxim Elo va ser de 2.532 punts, a la llista de juliol de 2000 (posició 312 al rànquing mundial).
El 1979 quedà primer ex aequo amb Evgueni Ermenkov al 43è Campionat de Bulgària, però perdé contra ell el matx de desempat. Fou molt coneguda la seva victòria contra en Garri Kaspàrov en una partida salvatge a l'Olimpíada de Malta de 1980. Entre els seus èxits en torneigs internacionals en destaquen el primer lloc a Atenes 1983, el segon lloc a Albena 1985, i el tercer lloc a Pleven 1987.